# Ismael Rueda Sierra
Ismael Rueda Sierra (Suaita, Santander, Colombia, 11 de mayo de 1950) es un arzobispo católico colombiano.

## Biografía

### Nacimiento
Nacido, el día 11 de mayo de 1950, en el municipio colombiano de Suaita del Departamento de Santander, perteneciente a la Diócesis de Socorro y San Gil.  

### Formación
Realizó sus estudios de primaria en su tierra natal, de donde salió para cursar la secundaria y la preparación filosófica, respectivamente, en los Seminarios Menor y Mayor San Carlos de San Gil.  Luego, siguió algunos cursos en el Instituto de Pastoral Juvenil y Educación Extraescolar de Bogotá.  Posteriormente se inscribió en la Universidad San Buenaventura de Bogotá para sus estudios teológicos.  Ya ordenado sacerdote realizó un curso de actualización teológica en el Instituto Teológico-Pastoral del CELAM y participó en Roma en el curso de formadores de Seminarios, organizado por la Congregación para la Educación Católica. 

### Sacerdocio
Fue ordenado presbítero el 22 de agosto de 1981 por S.E.R.  Cardenal Anibal Muñoz Duque, Arzobispo de Bogotá. Desde 1988 se incardinó al clero de Girardot, como miembro de la “Asociación de Misioneros de la Juventud”.
En el ejercicio de  su ministerio sacerdotal ha desempeñado los siguientes cargos:  Miembro del Equipo Asesor de Juventud del CELAM, Bogotá (1979-1982); Profesor de la Cátedra de “Teología y Espiritualidad del Laicado” en el Instituto de Teología para Laicos de la Pontificia Universidad Javeriana de Bogotá  (1980); encargado de la Sección de Juventud del CELAM, Bogotá  (1982); miembro del Equipo Asesor de Juventud del SPEC, Bogotá (1979-1996); Director espiritual de la Central de Juventudes, Bogotá  (1981-1996);  Capellán de la Universidad la Gran Colombia de Bogotá (1982-1996); Director de la “Asociación de Misioneros de la Juventud”, Girardot  (desde 1988); Director de la Sección de Universidades del SPEC, Bogotá  (1990-1996); Director de la Sección de Educación del SPEC  (1990-1993); Director de la Sección de Evangelización de la Cultura del SPEC, Bogotá (1993-1996); desde 1997-2000, Rector del Seminario Mayor de la “Inmaculada Concepción” y  Coordinador del Equipo de Animación de la Pastoral Sacerdotal de la Diócesis de Girardot.

### Episcopado
El 20 de diciembre de 2000, Su Santidad Juan Pablo II lo nombró Obispo auxiliar de Arquidiócesis de Cartagena de Indias, elevándolo a la dignidad de Obispo titular de Buruni. Recibió su ordenación episcopal el 17 de febrero de 2001.
El 27 de junio de 2003 Su Santidad Juan Pablo II lo nombró Obispo de la Diócesis de Socorro y San Gil.
En el 2007, fue delegado de Colombia a la V Conferencia General del Episcopado Latinoamericano en Aparecida.
En julio de 2008, la LXXXV Asamblea Plenaria lo eligió Presidente de la Comisión Episcopal de Familia, Vida y Estado Laical, hasta julio de 2011.
El 13 de febrero de 2009 Su Santidad Benedicto XVI lo nombró Arzobispo metropolitano de la Arquidiócesis de Bucaramanga, y el 2 de mayo de 2009 tomó posesión canónica.